# Kathedrale der Heiligen Muttergottes
Die chaldäische Kathedrale der Heiligen Muttergottes, auch Muttergotteskirche (persisch کلیسای جامع سنت مری oder کلیسای مریم مقدس Kelise-ye Maryam Moghades), ist eine Kirche in der iranischen Stadt Urmia, die im Jahre 1885 und nach Zerstörung 1918 nochmals 1954 geweiht wurde. Sie ist die Kathedrale der Erzeparchie Urmia der Chaldäisch-katholischen Kirche.

## Standort
Die chaldäische Kathedrale der Heiligen Muttergottes in Urmia steht im Stadtteil Mehdi al-Ghadam westlich der Einmündung der Mirzayan-Straße (von Nordwest) in die Behzad-Darbandi-Straße, etwa 50 m südlich der armenisch-apostolischen Kirche St. Stephan (کلیسای ارامنه ارومیه).

## Geschichte
Die chaldäisch-katholische Kirche der Heiligen Muttergottes in Urmia wurde in den Jahren von 1881 bis 1885 erbaut. Am 4. September 1890 wurde das Metropolitane Erzbistum Urmyā gegründet, dessen Kathedrale die chaldäische Muttergotteskirche wurde. 1915 marschierten Truppen des Osmanischen Reiches in Urmia ein und massakrierten im Zuge des Völkermordes an den syrischen Christen die hier lebenden Christen und die hierher gelangten Flüchtlinge aus dem Osmanischen Reich. Die chaldäische Kathedrale wurde 1918 zerstört. Über 30 Jahre vergingen bis zu ihrem Wiederaufbau, der schließlich in den Jahren 1953 und 1954 erfolgte. Am 4. Juni 1954 wurde die Kathedrale wieder konsekriert.

## Architektur
Die Kirche steht in nordwest-südöstlicher Richtung. Nordwestlich befindet sich der Kirchturm mit quadratischem Querschnitt und spitzem Pyramidendach mit Kreuz, im Nordosten die halbkugelige Kuppel mit Kreuz an der Spitze auf einem Tambour mit achteckigem Querschnitt und 16 Fenstern. An der nordöstlichen Seite bei der nördlichen Ecke, zur Mirzayan-Straße hin, befindet sich der Eingang zur Kirche, die ein Längsschiff aufweist.

## Bistum und Bischof
Die chaldäische Kathedrale der Heiligen Muttergottes ist Sitz der chaldäisch-katholischen Erzeparchie Urmia (Archieparchia Urmiaensis Chaldaeorum). Sie umfasst im Jahr 2017 etwa 1000 Gläubige in 4 Pfarreien mit 3 Priestern. Seit dem 30. November 1983 ist der am 6. August 1943 in Tel Keppe im Irak geborene Thomas Meram Urmiaer Erzbischof.